# 道绰
道綽（562年—645年）法師，俗姓衛，并州文水（山西省文水、交城之間）人，遙承曇鸞大師，日本淨土宗推崇其為淨土宗二祖。

## 生平
道綽法師十四歲出家，學習《大涅盤經》，宣講二十四遍。後師從彗瓚禪師，學習禪法。他居住在汾州石壁谷玄中寺時，因為閱讀寺中的碑文，了解曇鸞大師的生平及思想，大為欽服，於隋大業五年（609年）後開始專修淨土。
道綽大力提倡持念阿彌陀佛名號的法門。平日無事便西向禪坐，口唸佛號，一日以七萬誦為限。他甚至發明了唸珠，以木欒子串在一起，方便計算唸佛數量。
道綽以《觀無量壽經》作為根本，曾經宣講過二百餘次的《觀無量壽經》。
貞觀19年（645年）四月17日，在玄中寺過世，年八十四。

## 思想及影響
道綽大師私承鸞祖法脈，繼往開來，將佛陀教法歸結為兩種勝法：一聖道門，二淨土門。如是分判，在理論系統上確立了淨土宗的地位。

## 著作
著《安樂集》二卷，係繼承龍樹菩薩，曇鸞大師之自力難行、他力易行的思想，進而分判佛教為聖道門與淨土門，而勸人捨聖道門歸淨土門。